# Asota biplagiata
Asota biplagiata är en fjärilsart som beskrevs av Jean Baptiste Boisduval. Asota biplagiata ingår i släktet Asota och familjen nattflyn. Inga underarter finns listade i Catalogue of Life.